# Uwe Harnos
Uwe Harnos (* 2. November 1960 in München) ist ein deutscher Sportfunktionär.

## Privat
Harmos studierte Rechtswissenschaften an der Universität München und arbeitet als Rechtsanwalt in Kaufbeuren. Er ist verheiratet und hat drei Kinder.

## Sportfunktionär
Harnos war von 1997 bis 2000 Mitglied im Vorstand des ESV Kaufbeuren, arbeitete unter anderem in der Eishockeystrukturkommission als Vertreter der Regionalliga-Süd und war an der Eishockeyspielbetriebsgesellschaft-Ausgliederungskommission beteiligt. Von 1999 bis 2002 gehörte Harnos dem Ligenausschuss Süd an und war ab 2002 Aufsichtsratsmitglied bei der Eishockeyspielbetriebsgesellschaft. 2002 wurde Harnos zum Vizepräsidenten des DEB gewählt. Zudem war er ab 2006 Vizepräsident der Deutschen Eislauf-Union. und Mitglied der fünfköpfigen Sprechergruppe des Deutschen Olympischen Sportbunds.
2008 wurde Harnos Präsident des Deutschen Eishockey-Bundes als Nachfolger von Hans-Ulrich Esken. Im selben Jahr wurde er Mitglied des Legal Committee der Internationalen Eishockey-Föderation.
Bei der Eishockey-Weltmeisterschaft 2010 in Deutschland wirkte Harnos als Präsident des Organisationskomitees.  Nach harter Kritik an seiner Amtsführung zog Harnos im Jahr 2014 seine erneute Kandidatur bei der Präsidiumswahl des Deutschen Eishockey-Bundes zurück.
2018 schied Harnos auch aus dem Präsidium der Deutschen Eislauf-Union aus.